# (4) Vesta
Die Vesta ist mit 523 km mittlerem Durchmesser der größte Asteroid im Asteroiden-Hauptgürtel vor Pallas. An Masse werden beide nur von Ceres übertroffen, die aber seit 2006 zur Klasse der Zwergplaneten zählt.
Im offiziellen Namen (4) Vesta (Aussprache [ˈvεsta] ) kommt die Ziffer 4 aus der Nomenklatur für Asteroiden nach der Entdeckungsreihenfolge (1. Ceres, 2. Pallas, 3. Juno, 4. Vesta).
Vesta ist – wie Ceres und vermutlich auch Pallas – ein Protoplanet aus der Entstehungszeit des Sonnensystems, der also in seiner Umgebung nicht genug Material für die Entwicklung zu einem größeren Planeten vorfand. Sie hat einen relativ hohen Metall-Anteil, ist etwas oval (möglicherweise durch eine Kollision in der Frühzeit) und ist der einzige Asteroid, der bisweilen mit bloßem Auge sichtbar wird.

## Entdeckung
Vesta wurde am 29. März 1807 von Heinrich Wilhelm Olbers in Bremen als vierter Asteroid entdeckt. Nachdem Olbers 1802 bereits Pallas entdeckt und benannt hatte, übertrug er das Recht der Benennung diesmal an Carl Friedrich Gauß, der mit seiner neuen Methode der kleinsten Quadrate zur Bahnbestimmung entscheidend zur Sicherung der neu entdeckten Asteroiden beigetragen hatte. Gauß benannte den Himmelskörper nach Vesta, der römischen Göttin von Heim und Herd und Schwester von Ceres.
Wie der 1801 entdeckte Zwergplanet Ceres und die 1802 sowie 1804 entdeckten Asteroiden Pallas und Juno wurde zunächst auch Vesta als Planet bezeichnet. Da bis zur Entdeckung von Astraea noch mehr als 38 Jahre vergehen sollten, änderte sich daran zunächst nichts. Erst als nach etwa 1850 die Zahl der zwischen den Umlaufbahnen der Planeten Mars und Jupiter gefundenen Himmelskörper rasch anstieg, setzten sich für diese Objekte die Bezeichnungen „Kleine Planeten“, „Kleinplaneten“, „Planetoiden“ oder „Asteroiden“ durch.

## Umlaufbahn
Vesta bewegt sich zwischen 2,15 AE (Perihel) und 2,57 AE (Aphel) in 3,63 Jahren um die Sonne. Ihre Umlaufbahn ist 7,1° gegen die Ekliptik geneigt, die Bahnexzentrizität beträgt 0,09. Ihre Bahn liegt also im inneren Asteroidengürtel.
Die synodische Periode von Vesta liegt bei 504 Tagen.

## Meteoriten und Vestoiden

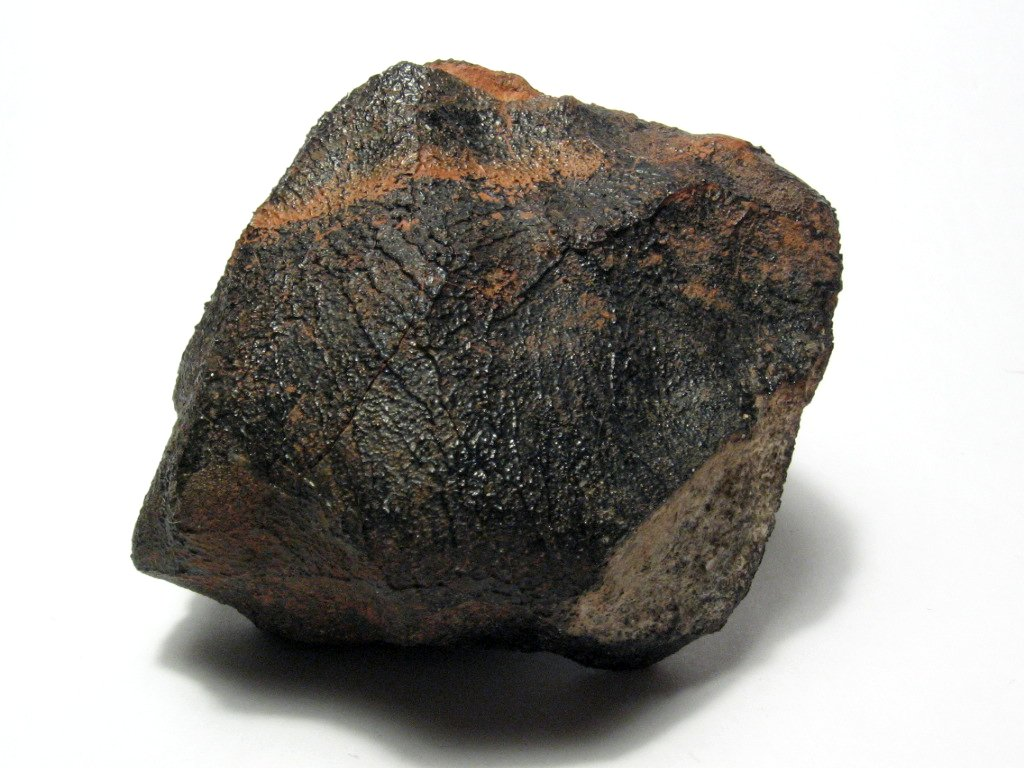
Der Millbillillie-Meteorit: Ein Eukrit, dessen Ursprung auf Vesta vermutet wird.

Vermutlich ist Vesta der Mutterkörper der Meteoriten der HED-Gruppe (Howardite, Eukrite, Diogenite), welche eine Untergruppe der Achondrite bilden, die den irdischen magmatischen Gesteinen ähnlich sind. Die Verbindung zwischen den HED-Meteoriten und Vesta wurde hergestellt, weil sich die Spektren dieser Meteoriten und des Asteroiden gleichen. Gestützt wird diese Zuordnung durch die Tatsache, dass alle untersuchten HED-Meteoriten ein Alter von 4,4 bis 4,5 Milliarden Jahren aufweisen. Der Mutterkörper dieser Meteoriten kühlte also nach der Entstehung des Sonnensystems rasch ab, was auf einen relativ kleinen Himmelskörper hindeutet und eine Herkunft von größeren Monden oder Planeten ausschließt. Mit Vesta werden die Vestoiden in Verbindung gebracht, eine Klasse von kleineren Asteroiden, welche ebenfalls spektrale Ähnlichkeiten mit Vesta aufweisen und möglicherweise von dieser weggeschlagen wurden. Vermutlich wurden die Vestoiden vor weniger als einer Milliarde Jahren bei jenem Einschlag aus der Kruste von Vesta herausgeschlagen, der den Krater Rheasilva geformt hat. Die Verteilung der Vestoiden erstreckt sich von der Umlaufbahn von Vesta bis hin zu Regionen im Asteroidengürtel, die Störungen durch den Planeten Jupiter unterliegen. So könnten Bruchstücke von Vesta zu Erdbahnkreuzern werden, und auch HED-Meteoriten könnten so in die Nähe der Erde gebracht worden sein. Ob sie direkt von Vesta stammen oder indirekt über einen Vestoiden, ist bisher noch unklar.

## Beschaffenheit

### Größe und Helligkeit
Die Form von Vesta entspricht einem triaxialen Ellipsoid mit den Radien 280 km, 272 km und 227 km (± 12 km). Vesta befindet sich nicht im hydrostatischen Gleichgewicht und wird somit nicht zu den Zwergplaneten gezählt.
Für die Masse wurde aus Bahnstörungen von anderen Asteroiden ein Wert von 2,59 × 1020 kg und damit eine mittlere Dichte von 3,56 g/cm³ errechnet. Die Rotationsperiode des Asteroiden beträgt etwa 5,3 Stunden.
Vesta besitzt im Vergleich zu anderen Asteroiden eine relativ helle Oberfläche mit einer Albedo von 0,42. Während der Opposition ist sie zwischen 1,14 AE und 1,59 AE von der Erde entfernt und erreicht eine scheinbare Helligkeit von bis zu 5,2mag. Sie ist damit der hellste Asteroid am Nachthimmel und kann bei dunklem Himmel ohne Lichtverschmutzung gerade noch mit bloßem Auge gesehen werden.

### Zusammensetzung und Oberfläche

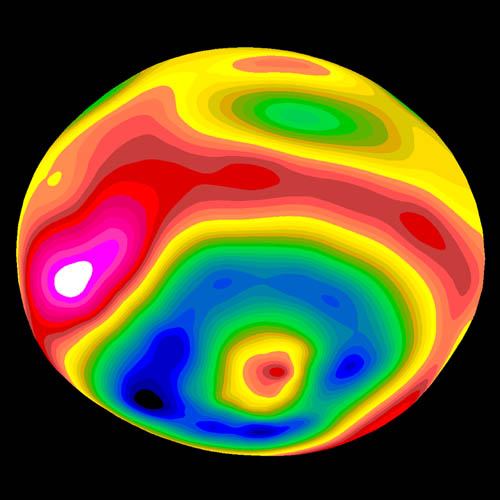
Farbkodierte Höhenkarte von Vesta von 1997

Vesta ist ein differenzierter Asteroid mit einer basaltischen Kruste, ultramafischem Mantelgestein und, wie aus der mittleren Dichte geschlossen werden kann, einem Eisen-Nickel-Kern. Vesta hat somit einen ähnlichen Aufbau wie die terrestrischen Planeten und unterscheidet sich dadurch von allen anderen Asteroiden im Hauptgürtel.
Die auf der Erde gefundenen Eisenmeteoriten lassen allerdings den Schluss zu, dass es in der Frühzeit des Sonnensystems weitere differenzierte Planetesimale gegeben haben muss, die offenbar durch Kollisionen zerstört wurden, denn die Eisenmeteoriten werden als Bruchstücke der metallischen Kerne dieser Objekte gedeutet.
Auch Vesta muss schwere Kollisionen mit anderen massereichen Körpern erlitten haben. So ist auf den Aufnahmen neben mehreren Einschlagkratern mit Durchmessern bis zu 150 km ein herausragend großer Krater mit einem Durchmesser von etwa 450 km zu erkennen. Dieser Krater hat eine Tiefe von 8 km (in der nebenstehenden Abbildung blau kodiert), seine Wälle sind zusätzlich zwischen 8 km und 14 km hoch, und in seiner Mitte ragt ein Zentralberg 13 km hoch auf (in der Abbildung rot).

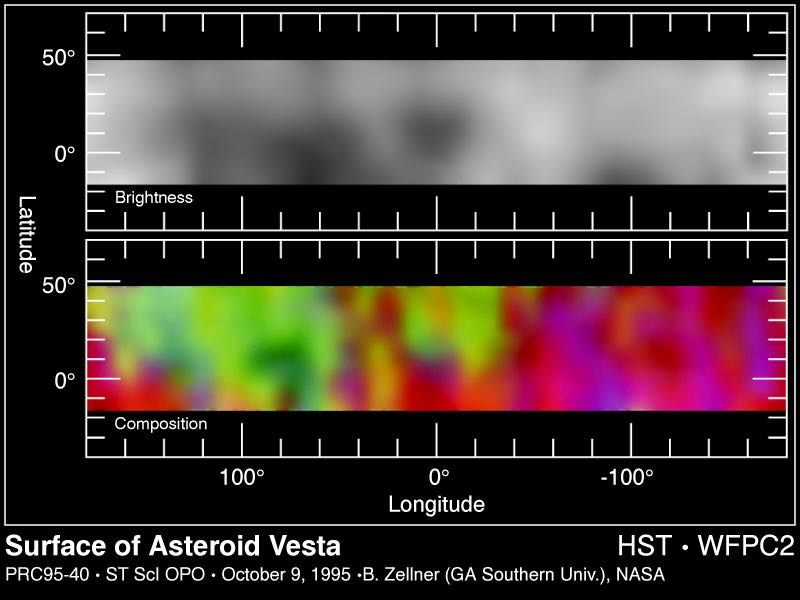
Oberflächenkarte und geologische Karte von Vesta, ermittelt durch Hubble. Zylinderprojektion.

Mit Hilfe des Hubble-Weltraumteleskops konnte nicht nur die Form und Größe von Vesta bestimmt werden, sondern es konnten auch helle und dunkle Regionen auf der Oberfläche erkannt werden, sogar eine grobe geologische Karte konnte erstellt werden. Die Oberfläche scheint demnach vollständig aus magmatischen Gesteinen zu bestehen. Die in der geologischen Karte grün dargestellten Regionen wurden als basaltisch erstarrte Lavaflüsse interpretiert und stellen somit Überreste der ursprünglichen Oberfläche von Vesta dar. Die rötlich kodierten Gebiete bestehen aus Intrusivgesteinen, die zunächst unter der Oberfläche abkühlten und später durch Einschläge freigelegt wurden.
Die geologische Aktivität von Vesta geht vermutlich auf die beim radioaktiven Zerfall des Aluminium-Isotopes 26Al freigesetzte Wärme zurück und dürfte bereits vor etwa 4,4 Milliarden Jahren, also relativ kurz nach der Entstehung des Sonnensystems vor etwa 4,55 Milliarden Jahren, wieder zum Erliegen gekommen sein.
Spektroskopische Beobachtungen am Mauna-Kea-Observatorium zeigten, dass auf der Oberfläche von Vesta geringe Mengen von wasser- oder hydroxidhaltigen Mineralien existieren. Man geht davon aus, dass dieses Material nach dem Abkühlen des Asteroiden beim Einschlag von Kometen oder kohligen Chondriten aufgebracht wurde.

### Oberflächenstrukturen
Die Südhalbkugel wird dominiert von zwei riesigen Impaktkratern. Krater Veneneia hat einem Durchmesser von knapp 400 km, der später überlappende größere Krater Rheasilvia hat einen Durchmesser von 505 km, das entspricht 90 % des Durchmessers von Vesta. Damit gehört er zu den größten Kratern im Sonnensystem. Der Zentralberg in der Mitte von Rheasilvia ragt bis in eine Höhe von 22 km über dem Grund, womit er neben Olympus Mons auf Mars zu den höchsten Bergen im Sonnensystem gehört. Der Einschlag ermöglicht Einblick in den Bereich des Mantelgesteins. Eine Folge des Einschlags ist ein tiefer Grabenbruch mit dem Namen Divalia Fossa, der im Bereich des Äquators um den ganzen Asteroiden reicht. Durch den Einschlag von Veneneia entstand der Grabenbruch Saturnalia Fossa.

## Erforschung durch die Raumsonde Dawn

Vesta in Rotation

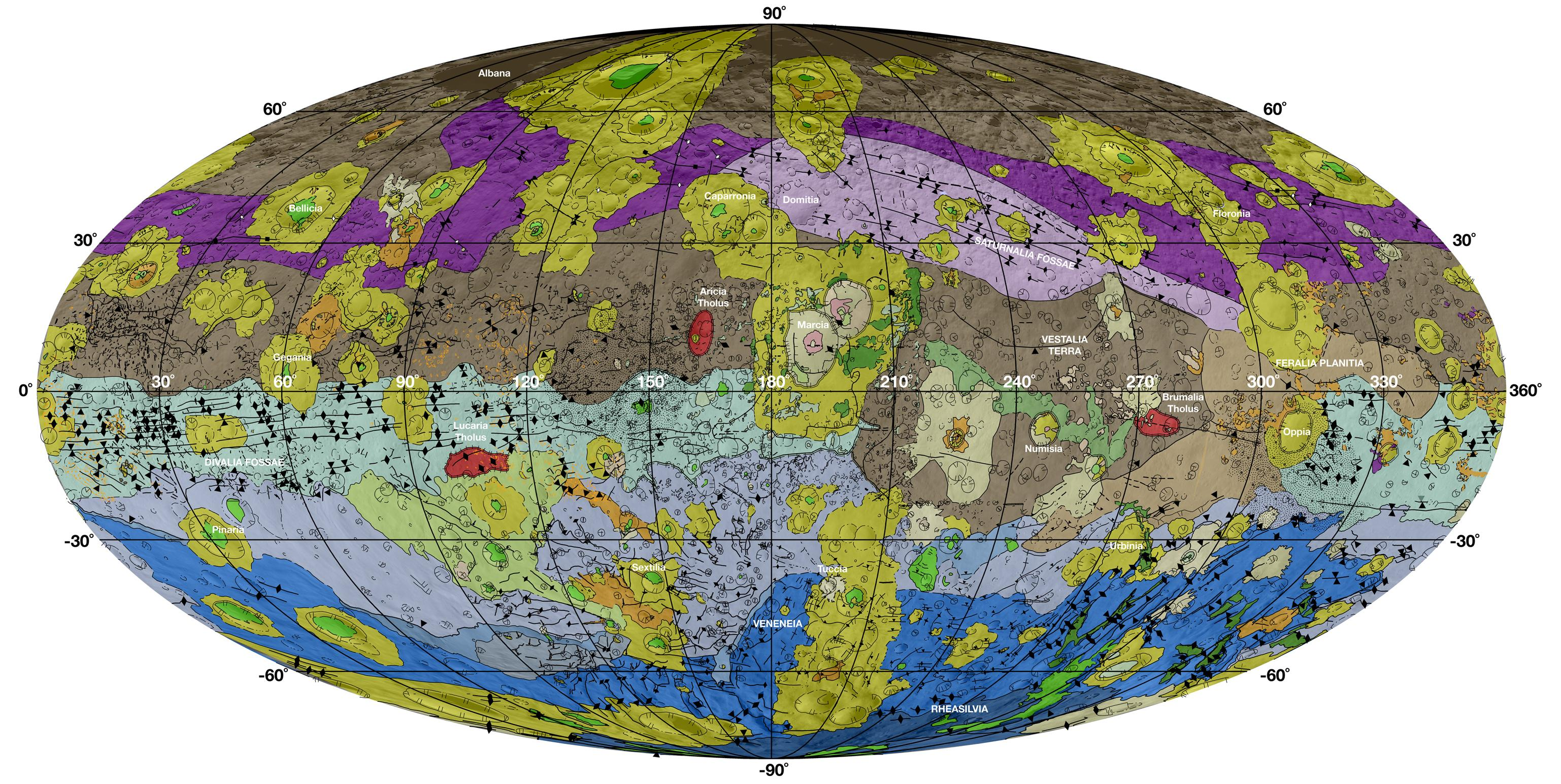
Oberflächenkarte und geologische Karte von Vesta, erstellt durch Daten von Dawn

Vesta war das erste Ziel der Raumsonde Dawn, die am 27. September 2007 gestartet wurde. Durch Dawn wurden die bisherigen Kenntnisse durch erdgebundene Beobachtungen über den Asteroiden wesentlich erweitert und verfeinert. Am 15. Juli 2011 schwenkte die Sonde in eine Umlaufbahn um Vesta ein. Die Aufgaben der Sonde bestanden in der Aufnahme von farbigen Fotografien, der Zusammenstellung einer topographischen Karte, der Untersuchung der elementaren Zusammensetzung der Oberfläche, der Erstellung einer geologischen Karte nach Gesteinsarten, der Untersuchung des Gravitationsfelds und der Suche nach möglichen Monden. Zunächst ermöglichte Dawn einen kompletten Überblick über Vesta aus 2.750 km und anschließend folgten drei Phasen der Kartografierung mit vielen Detailbeobachtungen. Die erste aus einer Höhe von 680 km, eine weitere aus 180 km und eine dritte wieder aus 680 km Höhe unter einem anderen Winkel. In der Zwischenzeit zeigten sich jahreszeitliche Veränderungen und Strukturen am Nordpol wurden sichtbar, die anfangs noch im Dunkeln lagen.
Aus Bildern, die zwischen Juli und August 2011 während der Annäherung sowie aus einer Höhe von 2700 km gemacht wurden, erstellte die Arbeitsgruppe um Ralf Jaumann vom Deutschen Zentrum für Luft- und Raumfahrt (DLR) ein 3D-Video. Während des virtuellen Überflugs ist am Südpol ein Berg von etwa 25 km Höhe zu sehen, der damit fast dreimal so hoch wie der Mount Everest ist. Eine ähnliche Höhe weist Olympus Mons auf dem Mars auf.
Dawn erkundete den Planetoiden bis zum 5. September 2012 und flog danach zu Ceres weiter, die sie im März 2015 erreichte.

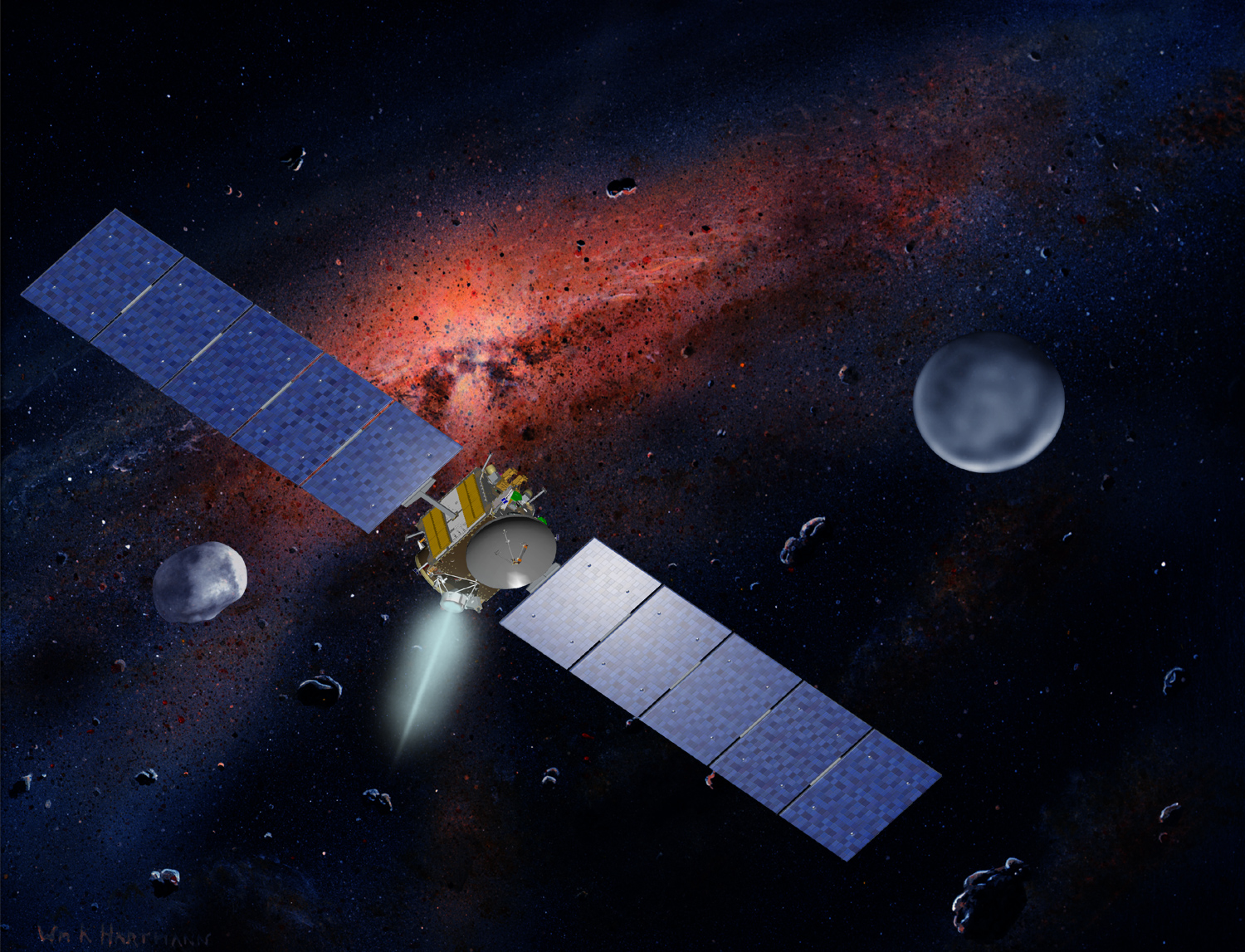
Raumsonde Dawn
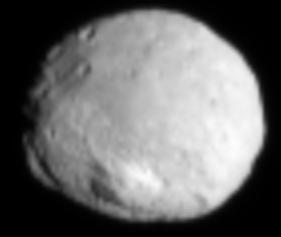
Vesta aus 100.000 Kilometern, 1. Juli 2011
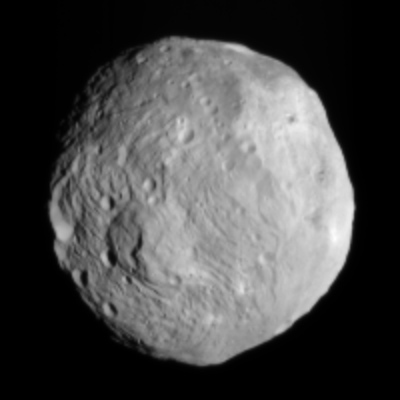
Vesta aus 41.000 Kilometern, 9. Juli 2011
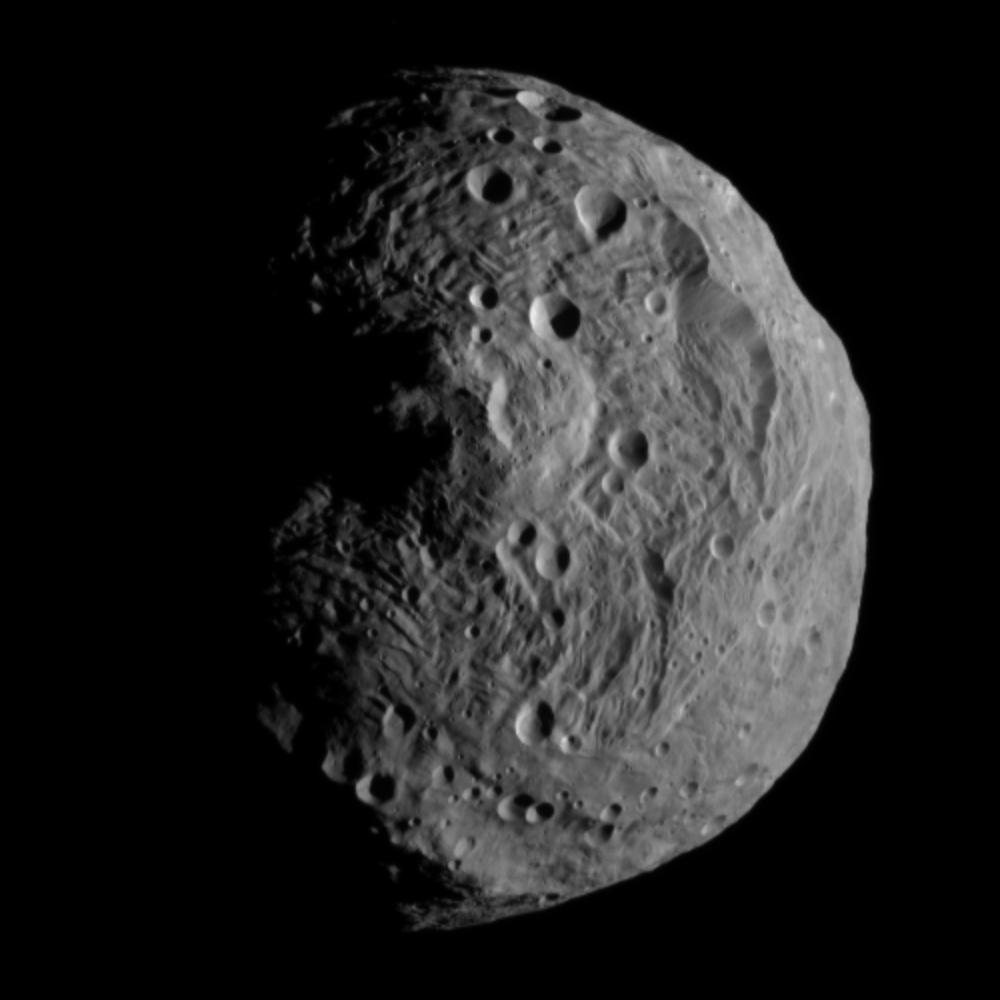
Erstes Bild aus dem Orbit in 16.000 Kilometern Abstand, 17. Juli 2011

## Forschungsergebnisse seit der Dawn-Mission
Nach im Juli 2014 veröffentlichten Forschungsergebnissen der Universität Bern wurden keine Hinweise auf das Mineral Olivin auf der Oberfläche der großen Krater gefunden. Dieses Mantelgestein hätte nach Modellrechnungen bei den großen Einschlagkratern aber vorhanden sein müssen. Dies bedeutet anscheinend, dass die Kruste des Asteroiden viel dicker ist als bisher angenommen. Nach Schätzungen sind das mehr als 80 km. Dementsprechend verschieben sich die Dimensionen des inneren Aufbaus, denn der darunterliegende, den Kern umhüllende Mantel, muss dann viel dünner sein. Möglicherweise ist daher die Zusammensetzung und Entstehung von Vesta neu zu betrachten.

## Nomenklatur
Nach IAU-Nomenklatur werden Strukturen auf Vesta wie folgt benannt:
- Krater werden nach historischen Namen benannt, die in Verbindung zur Göttin Vesta standen, und nach berühmten Römerinnen.
- Regionen werden nach dem Entdecker von Vesta benannt und nach Wissenschaftlern, die an der Erforschung von Vesta beteiligt waren.
- Andere Strukturen werden nach Orten benannt, die mit vestalischen Jungfrauen in Verbindung stehen.

Am 30. September 2011 erkannte die IAU erstmals die Benennung von 14 Kratern und einem Tholus an. Die benannten Strukturen haben Durchmesser von 0,57 km (Claudia) bis 450 km (Rheasilvia).

## In der Kunst
Der US-amerikanische Künstler Tom Sachs führte in seinem mehrteiligen Projekt Space Program eine gespielte Expedition zur Vesta durch, welche dort nach seltenen Erden suchen sollte.